# Aado Slutsk
Aado Slutsk (17 de julho de 1918, em Riga - 28 de setembro de 2006, em Tallinn) foi uma figura do desporto da Estónia.
Entre 1936 e 1938 ele estudou matemática na Universidade de Tartu.e a partir de 1940 trabalhou como jornalista. Entre 1964 e 1981 ele foi o chefe da Rádio da Estónia e um dos fundadores da Associação de Jornalistas da Estónia. De 1976 a 1980 também foi o chefe do Centro de Imprensa da Tallinn Sailing Regatta (em estoniano:  Tallinna purjeregati pressikeskus) e entre 1989 e 1998 foi membro do Comité Olímpico da Estónia, sendo membro honorário desde 1999.
Prémios:
- 1971: Jornalista de Mérito do RSS da Estónia[1]
- 2004: Ordem da Estrela Branca, V classe[2]